# ۲-متیل‌هگزان
۲-متیل‌هگزان (به انگلیسی: 2-Methylhexane) یک ترکیب شیمیایی با شناسه پاب‌کم ۱۱۵۸۲ است. شکل ظاهری این ترکیب، مایع شفاف بی‌رنگ است.